# Gammarus bousfieldi
Gammarus bousfieldi là một loài giáp xác thuộc họ Gammaridae. Nó là loài đặc hữu của Hoa Kỳ.